# 比氏櫛鱗鰨
比氏櫛鱗鰨為輻鰭魚綱鰈形目鰨亞目鰨科的其中一種，為亞熱帶海水魚，分布於西太平洋印尼帝汶海海域，體長可達4.9公分，棲息在底層水域，生活習性不明。